# Норман Лок'єр
Сер Джо́зеф Но́рман Ло́к'єр (англ. Sir Joseph Norman Lockyer; 17 травня 1836 — 16 серпня 1920) — англійський астроном, член Лондонського королівського товариства (1869).

## Біографія
Народився в Рагбі. Освіту здобув у приватних навчальних закладах. З 1857 року служив клерком у військовому відомстві, з 1870 року — секретар урядової комісії з науки, потім працював у відділі науки і мистецтва в Південному Кенсінгтоні. З 1881 — професор астрофізики в Королівському коледжі, в 1885—1913 — директор Обсерваторії сонячної фізики цього коледжу в Південному Кенсінгтоні. З 1913 року працював у приватній обсерваторії в Сідмуті, яка після його смерті стала називатися Обсерваторією імені Н. Лок'єра.
Піонер спектроскопічного вивчення Сонця і зірок. Надавав особливого значення паралельним астрономічними спостереженнями і лабораторним експериментам. У 1866 почав спектральні спостереження сонячної поверхні й відзначив зміни в спектрі при переході від диска до плям, подібні змінам при переході від іскрового спектру до дугового в лабораторії. Інтерпретував ці зміни на основі своєї гіпотези дисоціації атомів при підвищенні температури. У розвитку цієї гіпотези близько підійшов до ідеї йонізації атомів. У 1866 році розробив ідею методу спостереження протуберанців поза затемненням і в 1868 році вперше застосував цей метод на практиці (одночасно з П'єром Жансеном, який незалежно відкрив той же метод). У 1871 році прийшов до висновку, що яскрава жовта лінія, яка спостерігалася в спектрі протуберанців і не збігається з жодною виміряної в лабораторії лінією, належить до нового елементу, і назвав цей елемент гелієм. Розробив схему зоряної еволюції, яка, хоч і була заснована на помилковій метеорній гіпотезі походження та розвитку зірок і на гіпотезі дисоціації атомів, дозволила йому створити першу спектральну класифікацію, що підкреслювала значення температури атмосфери зірки для характеру її спектру. Виконав ряд досліджень з вивчення зв'язку між погодою на Землі і сонячною активністю. Першим серйозно підійшов до питання про астрономічне призначення мегалітичних пам'яток (Стоунхендж і інші) на території Великої Британії. У 1870—1905 роках очолював вісім експедицій для спостереження повних сонячних затемнень.
У 1869 році заснував широко відомий загальнонауковий щотижневий журнал Nature і був його редактором до кінця життя. Автор багатьох книг з фізики Сонця і зірок.
Член Паризької академії наук (1873), член Геттінгенської академії наук, іноземний член-кореспондент Петербурзької академії наук (1904).
Лауреат медалі Румфорда (1874) Лондонського королівського товариства.